# 項鍊蟹手螺
項鍊蟹手螺（学名：Cerithium zonatum）为蟹守螺科蟹守螺屬下的一个种。